# آن ماری مونپانسیه

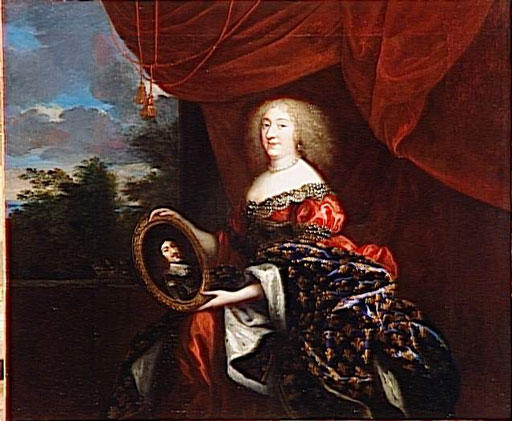
آن ماری لوئیس اورلئان

آن ماری لوئیز دورلئان دِ مونپانسیه (به فرانسوی: Anne Marie Louise d'Orléans de Montpensier) مشهور به مادموازل بزرگ (به فرانسوی: La Grande Mademoiselle) (۱۶۲۷–۱۶۹۳) زنی از اشراف فرانسوی و برادر زاده لوئی سیزدهم بود که در ماجرای فروند از اشراف یاغی طرفداری کرد و توپ‌های باستیل را به روی شاه آتش کرد..
عنوان دوشیزه اعظم عنوان رسمی بوده است که در آن زمان به دختر برادر پادشاه میدادند.